# Linggajati (Sukaratu)
Linggajati is een bestuurslaag in het regentschap Tasikmalaya van de provincie West-Java, Indonesië. Linggajati telt 4163 inwoners (volkstelling 2010).